# El Capire, Puebla
El Capire är en ort i Mexiko.   Den ligger i kommunen Chietla och delstaten Puebla, i den sydöstra delen av landet, 120 km söder om huvudstaden Mexico City. El Capire ligger 1 055 meter över havet och antalet invånare är 210.
Terrängen runt El Capire är kuperad åt sydost, men åt nordväst är den platt. Runt El Capire är det ganska glesbefolkat, med 28 invånare per kvadratkilometer. Närmaste större samhälle är Axochiapan, 12,0 km väster om El Capire. I omgivningarna runt El Capire växer huvudsakligen savannskog.